# Keenan MacWilliam
Keenan MacWilliam (ur. 30 marca 1989 w Toronto) – kanadyjska aktorka i piosenkarka.

## Życie osobiste
MacWilliam urodziła się w Toronto, Ontario. Mieszkała w Afryce. Na okres czterech lat przeniosła się do Tennessee, obecnie mieszka w Kanadzie. Gra na gitarze i śpiewa. W maju 2010 roku urodziła córkę.

## Kariera
W 2000 roku została wybrana do roli Carole Hansom w Przygody w siodle. Serial powstał na podstawie serii książek Bonnie Bryant. Keenan MacWilliam wydała pięć albumów: "Fun For Everyone", "On Top Of The World", "Friends Forever", "Hello World: The Best of The Saddle Club" i "Secrets & Dreams".

## Filmografia
| Rok  | Tytuł                    | Rola              | Uwagi                                  |
| ---- | ------------------------ | ----------------- | -------------------------------------- |
| 1999 | The Bone Collector       | Kimmie            |                                        |
| 1999 | Deep in My Heart         | młoda Barbara Ann | film TV                                |
| 1999 | Must Be Santa            | Heather           | film TV                                |
| 2000 | Czy boisz się ciemności? | Emily Jerome      | odcinek: "The Tale of the Night Nurse" |
| 2000 | The Best Girl            | Alice             |                                        |
| 2001 | Przygody w siodle        | Carole Hanson     | 2001-2003 (52 odcinków)                |
| 2002 | Poszlaka                 | Karen             | film TV                                |
| 2008 | Prom Wars                | Meg               |                                        |